# Ишимбайская ГТУ
Ишимбайская ГТУ — газотурбинная электростанция небольшой мощности (мини-ТЭЦ), расположенная в городе Ишимбае Республики Башкортостан. Входит в состав ООО «БашРТС». Располагается на территории котельного цеха № 5 ООО «Башкирские распределительные тепловые сети» (дочернее предприятие ООО «БГК») — основного источника теплоснабжения центральной части города Ишимбая, а также микрорайонов Кусяпкулово и Перегонного.

## Описание
Торжественный запуск газотурбинной установки произошел 9 января 1997 года в присутствии Президента Республики Башкортостан М. Г. Рахимова. Башкирия стала первым в России регионом, где серийный двигатель от отечественного реактивного самолета Су-25 начал работать в качестве привода электрогенератора. В других источниках сообщается, что газотурбинная установка введена в опытную эксплуатацию в 4 квартале 1998 года.
В котельном цехе № 5 установлены:
- газотурбинная установка ГТЭ-10/95 мощностью 8 МВт,
- котёл-утилизатор мощностью 16 Гкал/ч,
- водогрейные котлы КВГМ-100, ПТВМ-50 и ПТВМ-100,
- паровые котлы Е-50/31ГМ (2 шт.), ГМ-50 и Е-160-24-250 (2 шт.)

Три котла выведены в длительную консервацию, так как промышленные предприятия города отказались от централизованной подачи пара.
Водоснабжение котельной осуществляется с поверхностного водозабора реки Белой.
В 2010 году Ишимбайская ГТУ выработала 29,4 млн кВт·ч электрической энергии, что составляет 0,1 % от выработки электрической энергии на территории Республики Башкортостан. Коэффициент использования установленной электрической мощности составил в 2010 году 33,6 %. Отпуск тепловой энергии с котла-утилизатора в том же году составил 58 тыс. Гкал.
Топливом для ГТУ является природный газ, который поступает на станцию по двум газопроводам через газораспределительные станции «ГРС-1» и «ИЗНПО».  В котельном цехе № 5 имеются два мазутных резервуара общим объёмом 2620 тонн.